# 박선영의 영화처럼
박선영의 영화처럼은 G1 Fresh-FM(원주 103.1 춘천 105.1 강릉 106.1 태백 99.3 평창 88.3, 속초 101.3MHz)에서 가을개편으로 2020년 5월 18일부터 2020년 9월 20일까지 진행했던 라디오 프로그램이다.

## 진행
- 박선영 아나운서 (여) - 계약만료로 인해 현 연합뉴스TV 아나운서

## 같이 보기
- G1방송
- G1방송 Fresh-FM
- SBS 파워FM
- 씨네타운

| G1 Fresh-FM                                |                                        |                                       |
| 이전                                       | 박선영의 영화처럼 (매일 11:00 ~ 12:00) | 다음                                  |
| 김옥영의 예감 좋은 날 (매일 09:00 ~ 11:00) | 박선영의 영화처럼 (매일 11:00 ~ 12:00) | 최화정의 파워타임(매일 12:00 ~ 14:00) |
|                                            |                                        |                                       |
| 강원도 지역 방송                           | 강원도 지역 방송                       | 전국방송                              |